# Lac d'Oostvoorne
 (mars 2014).
Si vous disposez d'ouvrages ou d'articles de référence ou si vous connaissez des sites web de qualité traitant du thème abordé ici, merci de compléter l'article en donnant les références utiles à sa vérifiabilité et en les liant à la section « Notes et références ».
Le lac d'Oostvoorne (Oostvoornsemeer en néerlandais) est un lac formé par un bras mort de la Meuse de Brielle, aux Pays-Bas, entre la Vieille Meuse et la Mer du Nord. 

## Description
La ville de Oostvoorne, qui lui donne son nom, est située sur sa rive sud. Le bras du fleuve a été fermé en 1966 avec la construction du Brielse Gatdam.
Le lac d'Oostvoorne contient de l'eau saumâtre. Il a été pendant des années l'un des principaux sites de formation pour le sport de plongée. De l'eau est pompée du Canal de Beer, afin d'assurer un renouvellement et une eau claire.
Le lac se trouve dans les environs de l'industrie pétrochimique. Le banc de sable Maasdroogen est un véritable cimetière marin, de nombreux naufrages ont eu lieu au cours des siècles et de nombreux restent probablement à découvrir. 

## Histoire
Le lac d'Oostvoornse a été créé en 1966 avec la création du Brielse Gatdam. Un premier barrage le Brielse Maasdam avait été construit en 1950, fermant le bras mort de la Meuse de Brielle de la mer du Nord et formant le lac de Brielle. Lors de la construction du Maasvlakte du sable a été pulvérisé.

## Population piscicole
On peut trouver des Gasterosteidae, des anguilles, des turbots, des vairons, des chaboisseaux, des loquettes, des truites arc-en-ciel, truites brunes, du hareng, des palourdes et des coques.

## Références

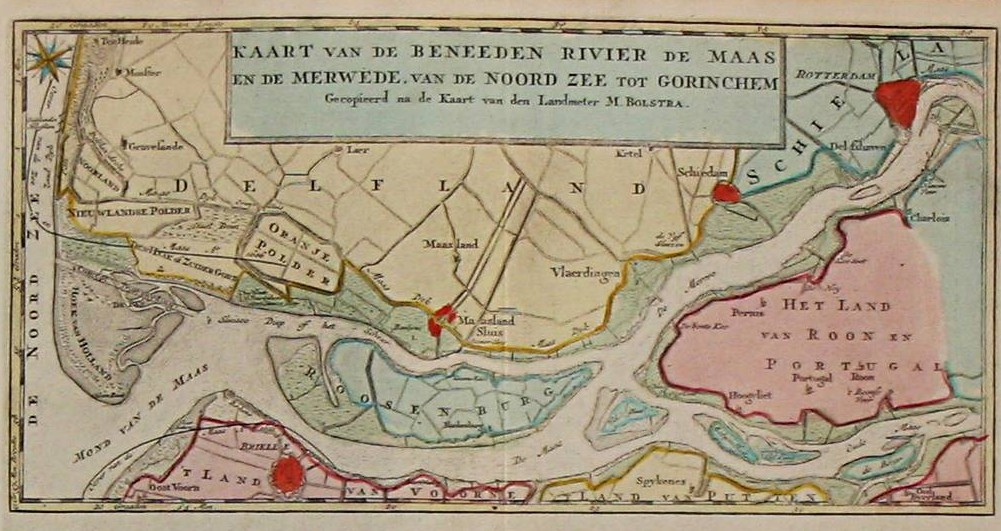
Embouchure de la Meuse en 1769. La Meuse de Brielle (Brielse Maas) est le cours d'eau entre l'île de Rozenburg (Roosenburg) et la ville de Brielle. Ce qui deviendra le lac d'Oostvoorne est une partie de l'embouchure du fleuve.